# Ronald Janssen
Pour les articles homonymes, voir Janssen.
Ronald Janssen est un tueur en série belge né le 6 février 1971 à Boorsem dans la province du Limbourg. Il a été condamné à la prison à perpétuité le 21 octobre 2011 pour le meurtre d'Annick Van Uytsel, Shana Appeltans et Kevin Paulus,.

## Biographie
Ronald Janssen, né le 6 février 1971 à Boorsem, est le troisième d'une famille de quatre enfants. Son père est mineur, sa mère femme de ménage. Dès sa plus tendre enfance, Ronald est la cible de moqueries à l'école à cause de son zézaiement. Son père, aujourd'hui décédé, était dépressif et sévère à la « limite tyrannique ». À la maison, Ronald est terrorisé par son père. Cette peur provoque des insomnies, qu'il gardera tout au long de sa vie. Il aurait tenté d'assassiner son père, diabétique, en lui injectant un liquide au lieu de l'insuline. Sa mère Hilda a toujours entretenu une relation solide avec son fils. Elle date du temps où le père de Ronald Janssen agissait avec brutalité avec la famille. Quand Hilda a décidé de divorcer, les quatre enfants ont immédiatement choisi de continuer à vivre avec leur mère.
Il fait des études supérieures à Hasselt, puis à Louvain. En 1993, il obtient son diplôme d'Ingénieur industriel avec distinction. Cette année-là il fait aussi la connaissance de sa future épouse Nathalie.
En 1996, le couple s'installe à Genk, où Nathalie a trouvé un travail. Après avoir été actif comme responsable technique et production dans une entreprise à Genk, il bifurque vers l'enseignement en 1998. À Masseik, il donne des cours de mécanique et d'informatique jusqu'en 2000.
Durant l'été 2000, il s'installe avec son épouse Nathalie et leurs deux filles à Loksbergen. Ronald Janssen devient alors professeur à Herk-De-Stad où il enseigne l'informatique, l'économie, la technologie et la mécanique appliquée.
Sa femme le quitte en 2006. Ronald vit alors seul. À Loksbergen aussi, les voisins le surprenaient parfois à marcher seul à des heures où tout le monde dort.

## L'affaire criminelle

### Annick Van Uytsel (18 ans)
Annick Van Uytsel, une habitante de Diest âgée de dix-huit ans rentre d’une soirée, seule, à vélo dans la nuit du 27 au 28 avril 2007. Sous la menace d'un couteau, Janssen l'enlève et la transporte chez lui où il la tue d'un coup de marteau, puis lui maintient la tête sous l'eau pour s'assurer qu'elle ne survive pas. On recherche la jeune femme au moyen de 70 policiers, 200 volontaires et d'un hélicoptère. Une borne téléphonique est activée par le GSM d'Annick, sa mère en effet l'appelle lorsqu'elle se trouve encore chez Janssen, ce qui permet à la police de travailler dans un secteur précis où 4 000 hommes entre 35 et 40 ans seront interrogés, mais le tueur passera entre les mailles du filet. Le corps d'Annick sera retrouvé le 3 mai 2007 à Lummen dans le canal Albert, lesté de 14,5 kilos de pierres. Son vélo, partiellement repeint par Janssen pour brouiller les pistes, sera retrouvé des mois plus tard à Louvain,.

### Shana Appeltans (18 ans) et Kevin Paulus (22 ans)
Dans la nuit du samedi 2 janvier 2010, Janssen croise sa voisine Shana Appeltans, 18 ans et à son petit ami, Kevin Paulus, 22 ans, qui rentrent d'une soirée dans un café de la région. Il va chercher une arme et un produit inflammable, puis sonne à la porte du couple. Sous le menace de son arme il les oblige à remonter à bord de l’Opel Corsa de Kevin. C'est Kevin qui conduit, alors que Janssen est assis à côté de lui et Shana à l'arrière. Il dit à Kevin de s’arrêter dans un chemin où il abat le jeune homme, puis Shana, de plusieurs balles. De retour chez lui il brûle ses vêtements couverts de sang dans le poêle et dissémine les cendres dans un fossé, puis jette son arme dans le Demer. À 2h43, les pompiers sont appelés pour une voiture en feu. L’autopsie des corps des deux victimes démontre qu’il s’agit d’un meurtre,. Interpellé par la police le surlendemain mardi 4 janvier 2010, Janssen passe aux aveux le soir même. Il avoue également dans un premier temps le viol de Shana, puis nie ce fait.

### Viols
Ronald Janssen a avoué avoir commis trois viols à l'époque où il étudiait à Louvain, mais sans fournir les informations précises et en affirmant ne plus se souvenir de noms ni de dates.
Il a avoué en tout cinq viols, mais est soupçonné d'en avoir commis une vingtaine. Les faits ont été commis entre 2001 et 2010, de manière brutale, l'agresseur utilisant à chaque fois un couteau pour menacer sa victime.

## Procès
Le procès de Ronald Janssen a débuté le mardi 20 septembre 2011, devant la cour d'assise du Limbourg à Tongres. Le procès est présidé par Michel Jordens, assisté de Herlinde Wilmots et Niels Bollen. L'accusation est soutenue par Patrick Boyen. Ronald Janssen est défendu par Me Zvonimir Miskovic, tandis que Me Jef Vermassen représente les parents d'Annick Van Uytsel,. Dans son réquisitoire, l’avocat général Patrick Boyen demande le maximum de la peine en disant : « Je veillerai à ce que vous restiez en prison jusqu’à votre dernier souffle. Vous êtes un psychopathe, un violeur, un tortionnaire et un tueur en série. »
Un mois après le début du procès, le jury de la cour d’assises reconnait Ronald Janssen coupable, sans aucune circonstance atténuante, de tous les faits qui lui étaient reprochés c'est-à-dire trois assassinats, séquestration et viol avec torture.
Le vendredi 21 octobre 2011, il est condamné à la réclusion criminelle à perpétuité.
Lors de son second procès qui a débuté le lundi 10 septembre 2012 devant la cour d'assises du tribunal correctionnel du Limbourg à Hasselt, il est reconnu coupable d'une dizaine de viols avec violences, d'agressions sexuelles à main armée, de plusieurs tentatives de meurtres et d'actes de tortures et de barbaries. Mais compte tenu de sa condamnation à la réclusion criminelle à perpétuité du 21 octobre 2011, le vendredi 5 octobre 2012, le verdict tombe, Ronald Janssen n'est condamné à aucune peine de prison supplémentaire au vu de sa condamnation précédente à la peine maximale.

## Documentaire télévisé
- Devoir d'enquête, deuxième reportage : Ronald Janssen, un Dutroux flamand ?, diffusé le 26 octobre 2011 sur la Une (RTBF).